# アドルフ・シュマル
フェーリックス・アドルフ・シュマル（Felix Adolf Schmal、1872年9月18日 – 1919年8月28日）は、ドイツ、ドルトムント出身で、オーストリアの自転車競技選手及びフェンシング選手。

## 来歴
1896年開催のアテネオリンピックでは、自転車競技のトラックレース4種目と、フェンシングのサーブルに出場。
自転車競技では、同大会でしか実施されていない、12時間レースにおいて、314.997kmを記録し優勝。しかしながら、同レースの完走者は当人を含めて2人しかいなかった。この他、333mタイムトライアルと10kmレースにおいて、いずれも3位に入った。
フェンシングのサーブルでは、当初は優勝することになるギリシャのイオアニス・ゲオルギアディスと、デンマークのオルガー・ニールセンにそれぞれ勝利していたが、当時のギリシャ国王、ゲオルギオス1世一家が会場に訪れた時点で、これまでの成績は全て無効となり、振り出しに戻って競技が行われることになったことが影響してか、「再試合」では1勝3敗の4位に終わった。
その後、スポーツジャーナリストとして活動した。